# فهرست دارندگان عنوان هنرمند خلق جمهوری سوسیالیستی آذربایجان شوروی
فهرست دارندگان عنوان هنرمند خلق جمهوری سوسیالیستی آذربایجان شوروی (به ترکی آذربایجانی: Azərbaycan SSR Xalq Artisti) در زیر آمده‌است.

## دهه ۱۹۷۰

### ۱۹۷۰
- رفیقه آخوندوا[۱]
- مقصود محمدوف[۱]

### ۱۹۷۱
- مسلم ماقومایف[۲]
- ربابه مرادوا[۲]

### ۱۹۷۲
- صابر علیف[۳]
- کوکب صفرعلیوا[۳]

### ۱۹۷۳
- سلطان حاجی‌بیف[۴]

### ۱۹۷۴
- سوفیا بصیرزاده-وزیروا[۵]
- ملک داداشوف[۵]
- محمد قولیف[۵]
- توفیق کاظموف[۵]
- نجیبه ملکووا[۵]
- نینا دیمیتریونا سارناتسکایا[۵]
- محمد شیخ‌زمانوف[۵]

### ۱۹۷۶
- مختار داداشوف[۶]
- حسن سیدبیگلی[۶]
- توفیق تقی‌زاده[۶]

### ۱۹۷۸
- چیمناز بابایوا[۷]
- بهرام منصوروف[۷]
- ولادیمیر نیکلایویچ پلتنیوف[۷]
- مه‌لقا صادقوا[۷]
- تامیللا شیرعلیوا[۷]
- هابیل علیو[۸]
- فرهاد بدلبیلی[۸]
- آفاق ملیکوا[۸]

### ۱۹۷۹
- مرسل بدیروف[۹]

## دهه ۱۹۸۰

### ۱۹۸۱
- ذوالفقار برات‌زاده[۱۰]
- صدایه مصطفایوا[۱۰]

### ۱۹۸۲
- سلیمان علسگروف[۱۱]
- زمفرا علیوا[۱۱]
- سوفیا حسینوا[۱۱]
- نودار عزتوویچ شاشیق‌اوغلو[۱۱]
- مراد محمدویچ یاگیزاروف[۱۱]
- راسیم بالایف[۱۲]
- ائلدار قولیف[۱۲]
- عبدالحسن محمدوف[۱۲]
- جوانشیر محمدوف[۱۲]
- شفیقه محمدووا[۱۲]
- راسیم اوجاقوف[۱۲]
- سیاوش اصلان[۱۳]
- ایوان مینایویچ آوانسوف[۱۴]
- مامیکون سوقومونویج میکائلیان[۱۴]
- گول‌آغا محمدوف[۱۵]